# Hans Ehelolf

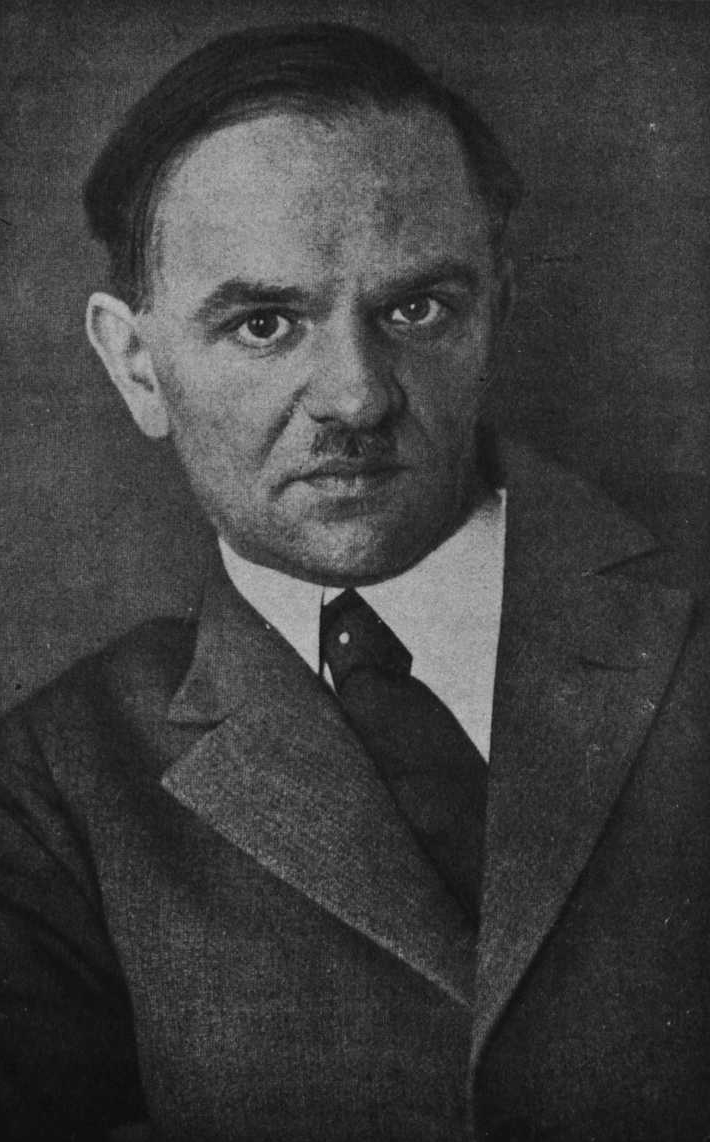
Hans Ehelolf

Heinrich Otto Hans Ehelolf (* 30. Juli 1881 in Hannover; † 29. Mai 1939 in Berlin) war ein deutscher Altertumsforscher und Hethitologe.

## Leben
Hans Wilhelm Heinrich Ehelolf verbrachte seine Kindheit in Hannover und machte am Leibniz-Gymnasium sein Abitur. Ab 1910 studierte er Assyriologie, Indologie und Semitische Sprachen an der Universität Marburg bei Peter Jensen. 1911 studierte er für ein Semester Indogermanische Fragestellungen der Indologie an der Universität Leipzig bei Karl Brugmann und Karl Friedrich Geldner. Einige Tage vor Beginn des Ersten Weltkrieges 1914 promovierte er bei Peter Jensen. Seine Dissertation trug den Titel Ein Wortfolgeprinzip im Assyrisch-Babylonischen.
1915 wurde Ehelolf wissenschaftlicher Mitarbeiter in der Vorderasiatischen Abteilung des Berliner Museums.
Am 15. Oktober 1915 wurde er in die Armee eingezogen. Seinen Militärdienst verbrachte er als Dolmetscher für Arabisch bei der deutschen Militärmissionen im Osmanischen Reich. Für seine Leistungen dort erhielt er das Eiserne Kreuz II. Klasse sowie den Eisernen Halbmond. Am 9. November 1918 wurde er aus der Armee entlassen und nahm seine Tätigkeit im Museum wieder auf.
Ab 1920 erlernte Ehelolf Hethitisch und befasste sich intensiv mit den Texten aus Boğazköy.

## Leistungen
1928 übernahm Hans Ehelolf das Boghazköi-Projekt als Kustos der Sammlung. Er trug die Verantwortung für das gesamte Projekt und die Publikation der Texte. Das Restaurieren, Fotografieren und Autografieren der Texttafeln von Boghazköi ist eines seiner größten Verdienste.
Seit 1928 unterrichtete er am indologischen Seminar der Universität Berlin.

## Veröffentlichungen (Auswahl)
- Zusammen mit B. Landsberger: Der altasyrische Kalender in ZDMG 74. S. 216ff.
- Ein altassyrisches Rechtsbuch. 1922. (Digitalisat)
- Wettlauf und Spiel im hethitischen Ritual. in: Sitzungsberichte der preussischen Akademie der Wissenschaften. 1925.
- Zusammen mit Ferdinand Sommer: Das hethitische Ritual der Papanikri von Komana. Boghazköi-Studien 10, 1924.